# Ctenanthe
Ctenanthe là một chi thực vật có hoa trong họ Marantaceae.

## Hình ảnh

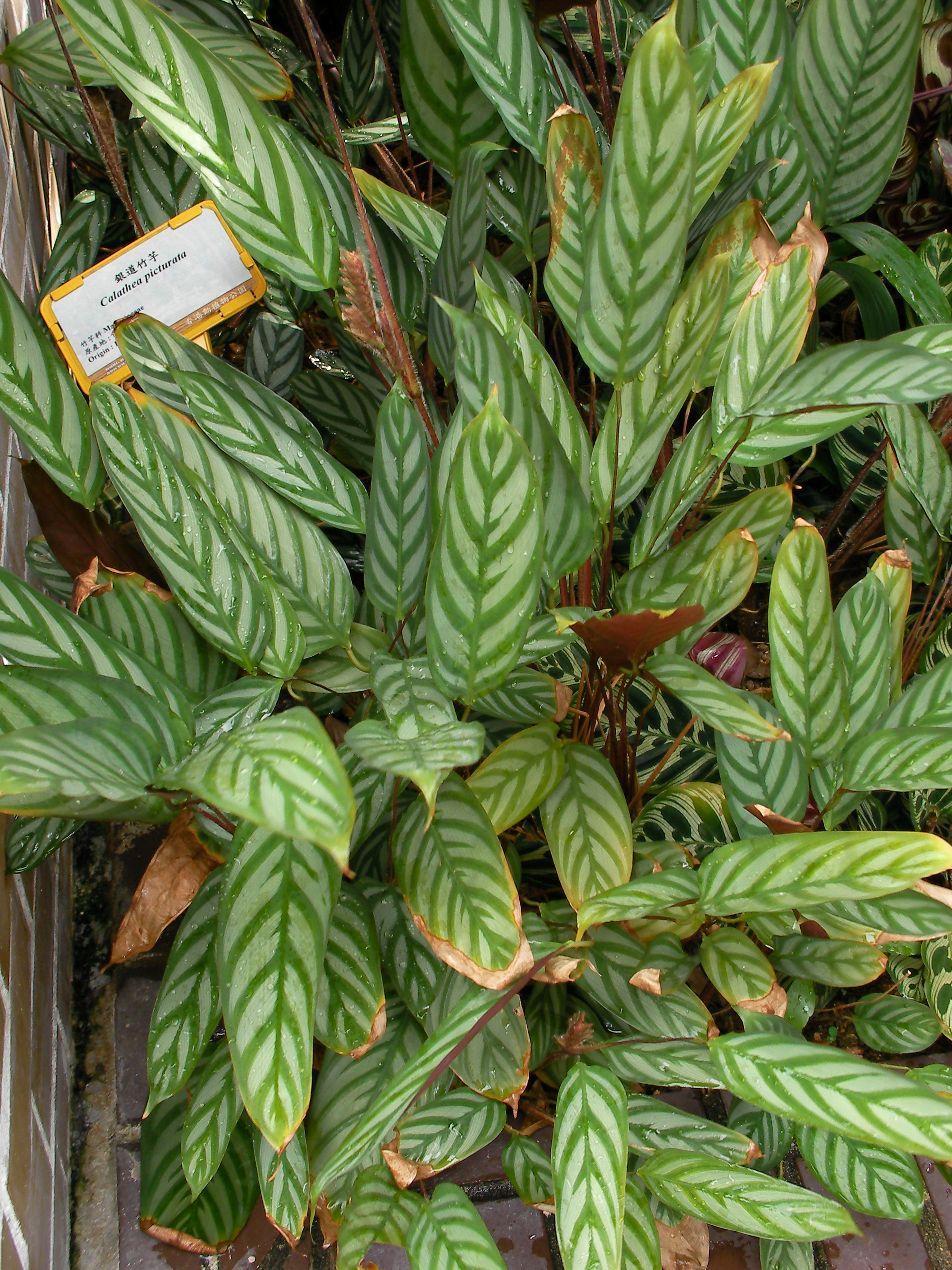
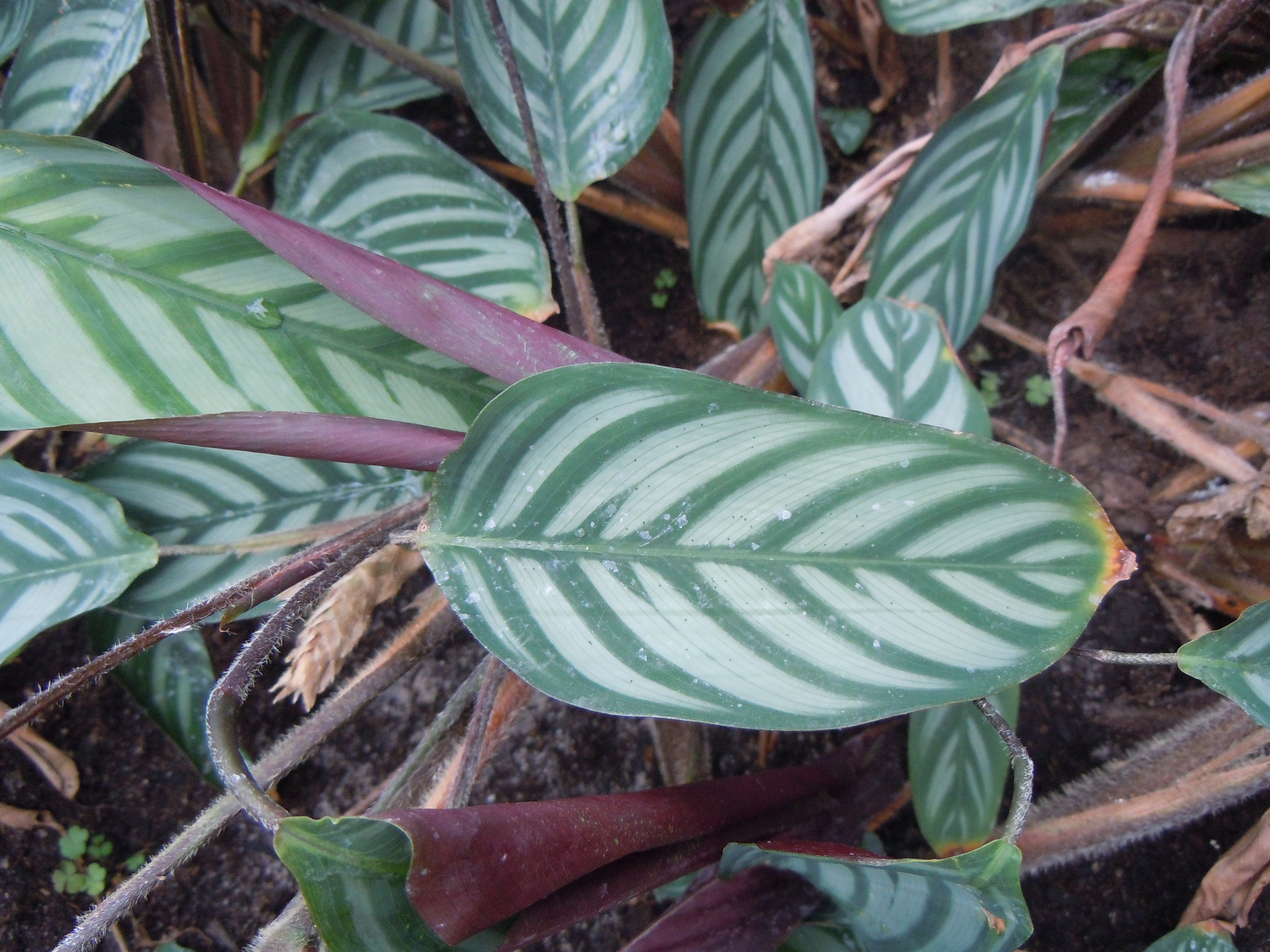